# 東光寺 (北本市)
東光寺（とうこうじ）は、埼玉県北本市にある時宗の寺院。

## 歴史

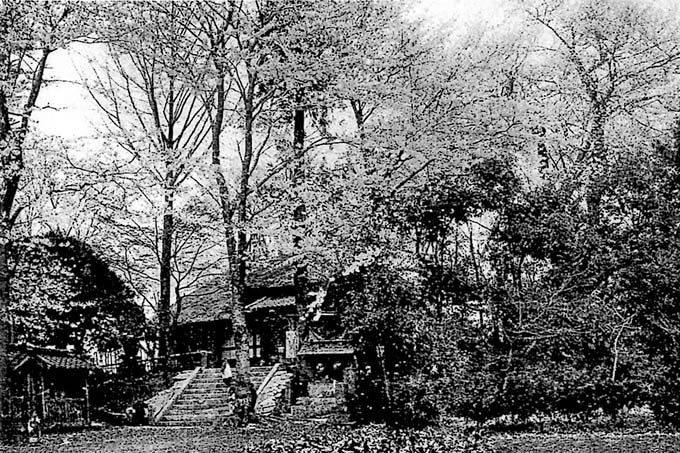
大正12年頃の東光寺

鎌倉時代初期、源範頼の開基である。範頼は当地に配流されたが、配流中に娘の「亀御前」が没したため、亀御前の菩提を弔うための寺を創建した。これが当寺の起源である。
当寺には、日本五大桜の一つ「石戸蒲ザクラ」があることで知られている。「カバザクラ」という桜の栽培品種の基になった木である。この木は範頼が植えたとされており、「蒲桜（かばざくら）」とは範頼の別名「蒲冠者」に由来する。1922年（大正11年）、他の五大桜とともに国の天然記念物に指定された。
桜の他にも、板碑が多いことでも有名である。大正以前の絵には、石戸蒲ザクラの根元に多くの板碑が埋もれていたことが窺える。現在、これらの板碑の多くは収蔵庫に収納され、年1回桜の時期に公開される。

## 文化財
- 石戸蒲ザクラ（天然記念物 大正11年10月12日指定）[4]
- 板石塔婆（埼玉県指定有形文化財 昭和40年3月16日指定）[5]
- 東光寺板石塔婆群（北本市指定文化財）[6]

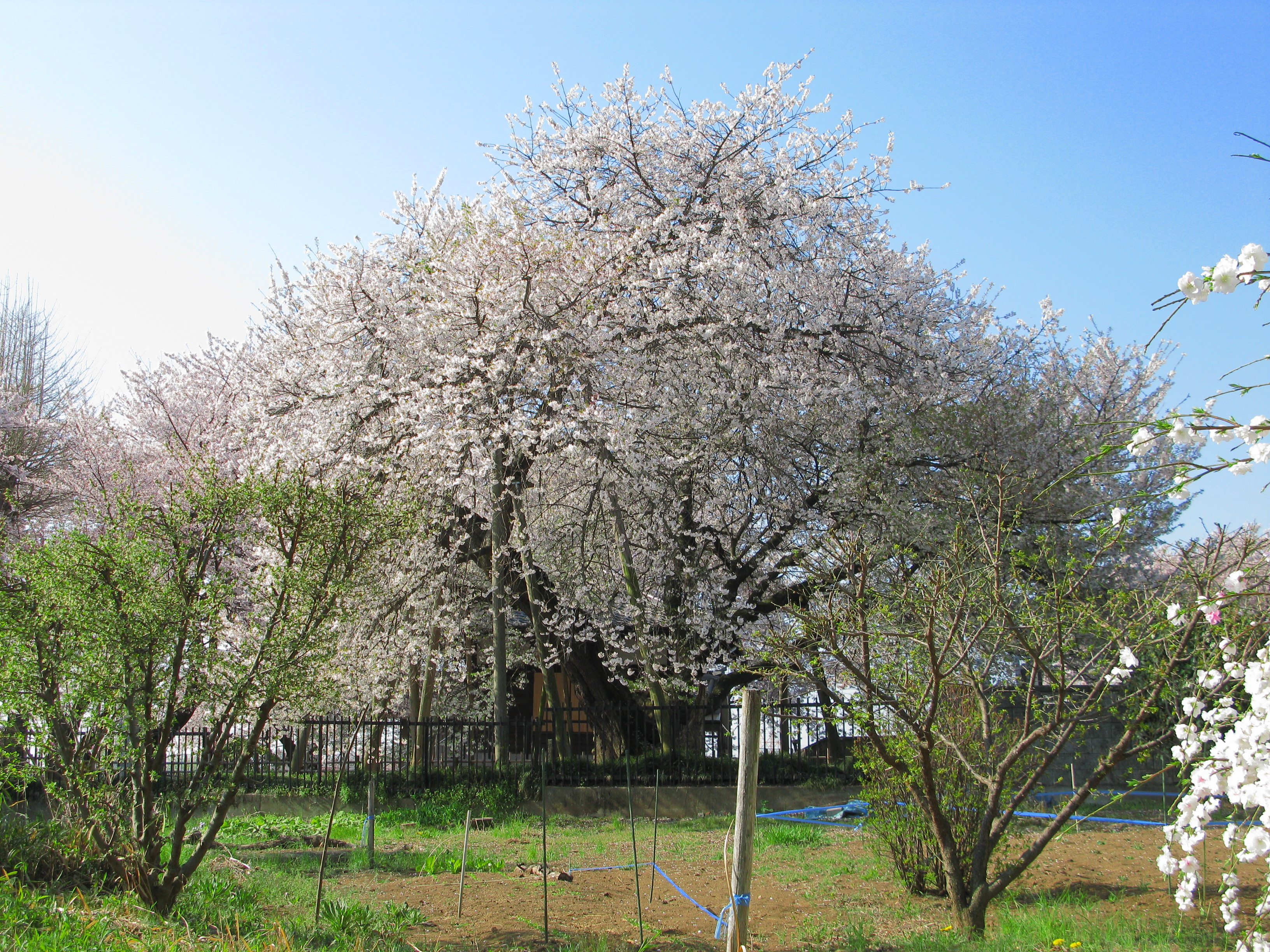
石戸蒲ザクラ

## 交通アクセス
- 路線バス石戸宿三丁目停留所より徒歩4分。